# Orde van Agrarische Verdienste (Frankrijk)
De Orde van Agrarische Verdienste (Frans: "L’Ordre du Mérite Agricole") was een van de zestien "ministeriële orden" van de Franse republiek. De op 7 juli 1883 ingestelde orde werd niet, zoals vijftien anderen, in 1963 afgeschaft en vervangen door de "Nationale Orde van Verdienste". De orde heeft in het sterk agrarisch georiënteerde Frankrijk een duidelijk nut en wordt door de regering en de gedecoreerden zeer op prijs gesteld. Minister Jules Méline van Landbouw, de initiatiefnemer, meende dat het Legioen van Eer met haar beperkte aantal benoemingen tekortschoot bij het bevorderen van de landbouw. Voor de 18 miljoen Fransen die werkzaam waren in die sector en "heel Frankrijk voeden en daarvoor onvoldoende waardering of beloning kregen" moest volgens de minister een passende onderscheiding worden geschapen. Het ministerie wilde een onderscheiding in het leven roepen die gelijkwaardig zou zijn aan het Legioen van Eer. Dat is niet gelukt, de onderscheiding bleef een ministeriële onderscheiding en werd geen "nationale orde".

De orde kreeg bij de oprichting een voorgeschreven aantal van 1000 ridders als quotum. In 1887 en 1900 kwamen daar ook de officieren en commandeurs bij. De Orde werd ook steeds groter; het aantal ridders nam toe van 1000 in 1883 tot 2000 in 1887 en 8000 in 1895. In 1900 werd, bij gelegenheid van de wereldtentoonstelling in Parijs, vastgelegd dat er iedere jaar 100 nieuwe ridders zouden worden benoemd.
In 1900 waren er dan ook niet minder dan 340 000 ridders, 60 000 officieren en 4800 commandeurs benoemd.
In 1913 klaagde Jules Méline, inmiddels Frans senator, over "de inflatie van benoemingen die de waarde van de Orde deed dalen omdat het ministerie geen weerstand kon bieden aan de druk van de vele parlementsleden die landbouwers in hun kiesdistrict gedecoreerd wilden zien".
Deze klacht leidde ertoe dat de Orde daarna werd bestuurd door een "Hoge Raad van de Orde", voorgezeten door de Minister voor Landbouw waarin ook voormalige ministers en twee parlementsleden zitting hebben. Zij worden bijgestaan door vijf vooraanstaande personen, de wet spreekt van "notabilités du monde agricole". De Orde van Verdienste voor de Landbouw wordt sindsdien verleend voor "professionaliteit en verdienste op agrarisch gebied". Ook wetenschappelijk werk en een loopbaan op een landbouw(hoge)school kwalificeren voor opname in deze orde.
Na de Tweede Wereldoorlog werd de orde hervormd; er vonden 3000 benoemingen plaats voor het organiseren van het verzet op het platteland en werk, de inzet van de vrouwen werd daarbij met name genoemd, onder moeilijke omstandigheden omdat veel landbouwers en hun zonen krijgsgevangen of gedeporteerd waren.

In 1959 werd ook de "Hoge Raad" van de Orde opnieuw samengesteld. Deze bestaat sindsdien uit:
- De minister van Landbouw
- Een lid van de Raad van het Legioen van Eer
- De kabinetschef van de minister van Landbouw
- vijf door de minister benoemde hoge ambtenaren van zijn ministerie
- tien voor drie jaar benoemde commandeurs in de Orde

## De drie rangen van de orde
- de Commandeur - De commandeur draagt een groot uitgevoerd gouden kleinood van de orde aan een lint om de hals. Als verhoging dient een gouden krans.
- Officier - De officier draagt een gouden kleinood met daarboven een gouden krans aan een lint met een rozet op de linkerborst.
- Ridder - De ridder draagt een kleinood zonder krans aan een lint op de linkerborst. Ook bij de ridder is het kleinood van goud maar hij draagt geen krans boven het kleinood, en de krans is met een zilveren lintje vastgebonden.

De 3200 ieder jaar benoemde ridders moesten ten minste 30 jaar oud zijn en 15 jaar actief zijn geweest in de landbouw. Na 10 jaar en nieuwe verdiensten kunnen zij worden bevorderd tot officier (er zijn ieder jaar 800 rozetten beschikbaar) en na nogmaals 5 jaar kunnen zij een van de 60 in dat jaar benoemde commandeurs worden.

De eisen voor benoeming zijn sinds de oprichting voortdurend verzwaard. In 1993 werd vastgesteld dat verdienste en niet anciënniteit de doorslag geeft bij een benoeming. Op de regels voor bevordering zijn uitzonderingen; buitenlanders kunnen op voordracht van het ministerie van Buitenlandse Zaken zonder meer tot officier of zelfs commandeur worden benoemd en in een op de twintig benoemingen van een commandeur kan ook aan een Fransman, die nog geen officier of ridder in de orde is, worden gedecoreerd.
Officieren en commandeurs in het Legioen van Eer en de Nationale Orde van Verdienste krijgen steeds een corresponderende rang in deze orde. Voor de benoemingen is een vaste datum vastgesteld; zij worden op 1 januari en 14 juli bekendgemaakt.
In 2000 waren er volgens een opgave van de Franse prefecten aan het ministerie van landbouw 23600 ridders, 4500 officieren en 400 commandeurs in leven. Onder hen zijn 60 Nederlanders waarvan oud-minister Braks (commandeur) en de wijnkenner Hubrecht Duijker (officier) opvallend. Zij zijn verenigd in de "Vereniging Mérite Agricole in Nederland".
Volgens een Franse opgave waren er in 2008 23000 ridders, 5000 officieren en 400 commandeurs in leven.

## De versierselen van de orde
Het kleinood van de orde is een zespuntige wit geëmailleerde ster met een medaillon met het hoofd van "Marianne" en een blauwe cirkel waarop in goud de tekst "REPUBLIQUE FRANÇAISE" is aangebracht. Op de achterzijde staat in het medaillon "MERITE AGRICOLE 1883" geschreven. De krans is van laurier en wijnbladeren. Het lint is groen met rode biezen.
De seculiere Franse Republiek kende geen ridderorden die de traditionele vorm van een kruis hebben. Daarom werd bij de vormgeving van deze decoratie voor een kleinood in de vorm van een ster gekozen.
Deze onderscheiding wordt vaak spottend "de prei" (Frans: "le poireau") genoemd vanwege de band met de landbouw en de kleur van het lint.